# Eugène Crèvecoeur
Pour les articles homonymes, voir Crèvecœur.
Joseph-Eugène Crèvecoeur, né le 12 janvier 1819 à Calais et mort le 6 décembre 1891 dans la même ville, est un compositeur français. Il est second prix de Rome en 1847. 

## Biographie
Eugène Crèvecoeur est le fils d'un capitaine. On ne sait rien de son éducation musicale dans son enfance. Il est admis au Conservatoire de musique et de déclamation de Paris au début des années 1840, où il est l'élève d'Hippolyte Colet. Il reçoit un deuxième prix d'harmonie vocale et instrumentale en 1844 et, en 1845, il obtient le premier prix. En 1847, il remporte avec le morceau lyrique L'Ange et Tobie, d'après un poème de Léon Halévy, le second prix de Rome. Durant sa formation au conservatoire, il donne des cours particuliers de composition au jeune Édouard Lalo. 
On ne connait que très peu d'éléments sur sa carrière ultérieure. En 1849, il donne des leçons d'harmonie à Charles Lecocq, le compositeur d'opérette. Il travaille quelque temps au théâtre de la Porte-Saint-Martin. Il se marie avec Marie-Catherine Jearsin, le 11 mars 1858, à l'église Saint-Nicolas-des-Champs, puis abandonne sa carrière musicale, en s'installant comme commerçant en dentelle à Calais, où il meurt le 6 décembre 1891.